# Matanuska River
Der Matanuska River ist ein 120 Kilometer langer Fluss im Süden des US-Bundesstaats Alaska.

## Verlauf
Der Matanuska River fließt in südwestlicher Richtung durch das Tal zwischen den Talkeetna und den Chugach Mountains fließt. Er entsteht am Zusammenfluss von East Fork und South Fork Matanuska River nördlich der Chugach Mountains. Der Matanuska-Gletscher speist den Matanuska River wenige Kilometer flussabwärts. Der Matanuska River fließt in westlicher Richtung. Unterhalb von Palmer bildet der Matanuska River einen verflochtenen Fluss. Ein Hauptarm des Flusses mündet in den Knik River, oberhalb dessen Mündung in das Cook Inlet.

## Hydrologie
Der Fluss entwässert ein Areal von ca. 5400 km². Der mittlere Abfluss am Pegel an der Straßenbrücke bei Palmer (⊙) beträgt 280 m³/s. Die höchsten Abflüsse treten während der Gletscherschmelze in den Monaten Juni bis August auf.

## Sonstiges
Der Glenn Highway (Alaska Route 1) verläuft parallel zum Matanuska River. Das Tal des Matanuska ist eine der fruchtbarsten Gegenden Alaskas und zählt zu den wenigen Gebieten, in denen Landwirtschaft betrieben wird. Zusammen mit dem Susitna River ist der Matanuska River namensgebend für den Matanuska-Susitna Borough und das Matanuska-Susitna-Tal (englisch Matanuska-Susitna Valley, kurz Mat-Su) nördlich von Anchorage, eine der am dichtesten besiedelten Regionen Alaskas.

## Quellflüsse
Der East Fork Matanuska River ist der 27 km lange rechte Quellfluss des Matanuska River. Er entspringt auf einer Höhe von etwa 1500 m in den nördlichen Ausläufern der Chugach Mountains. Er durchfließt das Bergland anfangs in nördlicher Richtung. Bei Flusskilometer 15 biegt der East Fork Matanuska River in Richtung Westsüdwest ab.
Der South Fork Matanuska River ist der 20,5 km lange linke Quellfluss des Matanuska River. Er wird vom Powell-Gletscher in den Chugach Mountains auf einer Höhe von etwa 1000 m gespeist. Der South Fork Matanuska River fließt anfangs in nordnordwestlicher Richtung. Auf den letzten 7 Kilometern wendet sich der Fluss erst nach Nordwesten und schließlich nach Westen.